# ADSTAR
ADSTAR (almacenamiento y recuperación avanzados), fue una división de IBM compuesta por varios equipos de la compañía a lo largo del mundo. La división abarcaba todos los productos de almacenamiento, incluidos los sistemas de almacenamiento en disco, cintas y ópticos y el software de almacenamiento; para 1992 tuvo una ganancia bruta de alrededor de US$440 millones (bruto) sobre un ingreso de US$6,11 mil millones, de los cuales US$500 millones fueron ventas a otros fabricantes (ventas de OEM).
Para proporcionar autonomía adicional, alentando así aún más las ventas de OEM, IBM estableció en abril de 1993 ADSTAR como una subsidiaria de propiedad total con un forastero Ed Zschau como presidente y director ejecutivo. Para algunos observadores, esto parecía ser una admisión por parte de IBM de que la subsidiaria de almacenamiento ya no brindaba una ventaja estratégica al proporcionar dispositivos patentados para sus productos de mainframe. y que se estaba posicionando para venderse como parte de la estrategia comercial del entonces presidente de IBM, John Akers. El reemplazo de Akers por Lou Gerstner en abril de 1993 cambió la estrategia de spin-out a turnaround, pero el negocio de unidades de disco bajo Zschau continuó con problemas, disminuyendo a US$3 mil millones en 1995. Zschau dejó Adstar en octubre de 1995, reemplazado por el informante de IBM Jim Vanderslice. La división Adstar fue desmembrada a partir de entonces; ADSTAR Distributed Storage Manager (ADSM) pasó a llamarse Tivoli Storage Manager en 1999 y el componente comercial de la unidad de disco se vendió en 2003.